# 359 (tal)
359 är det naturliga talet som följer 358 och som följs av 360.

## Inom vetenskapen
- 359 Georgia, en asteroid.

## Inom matematiken
- 359 är ett udda tal
- 359 är ett primtal
- 359 är ett defekt tal
- 359 är ett latmirp

## Inom kulturen
- enligt Douglas Adams är 359 det roligaste tresiffriga numret[2]